# Альпійська гірка

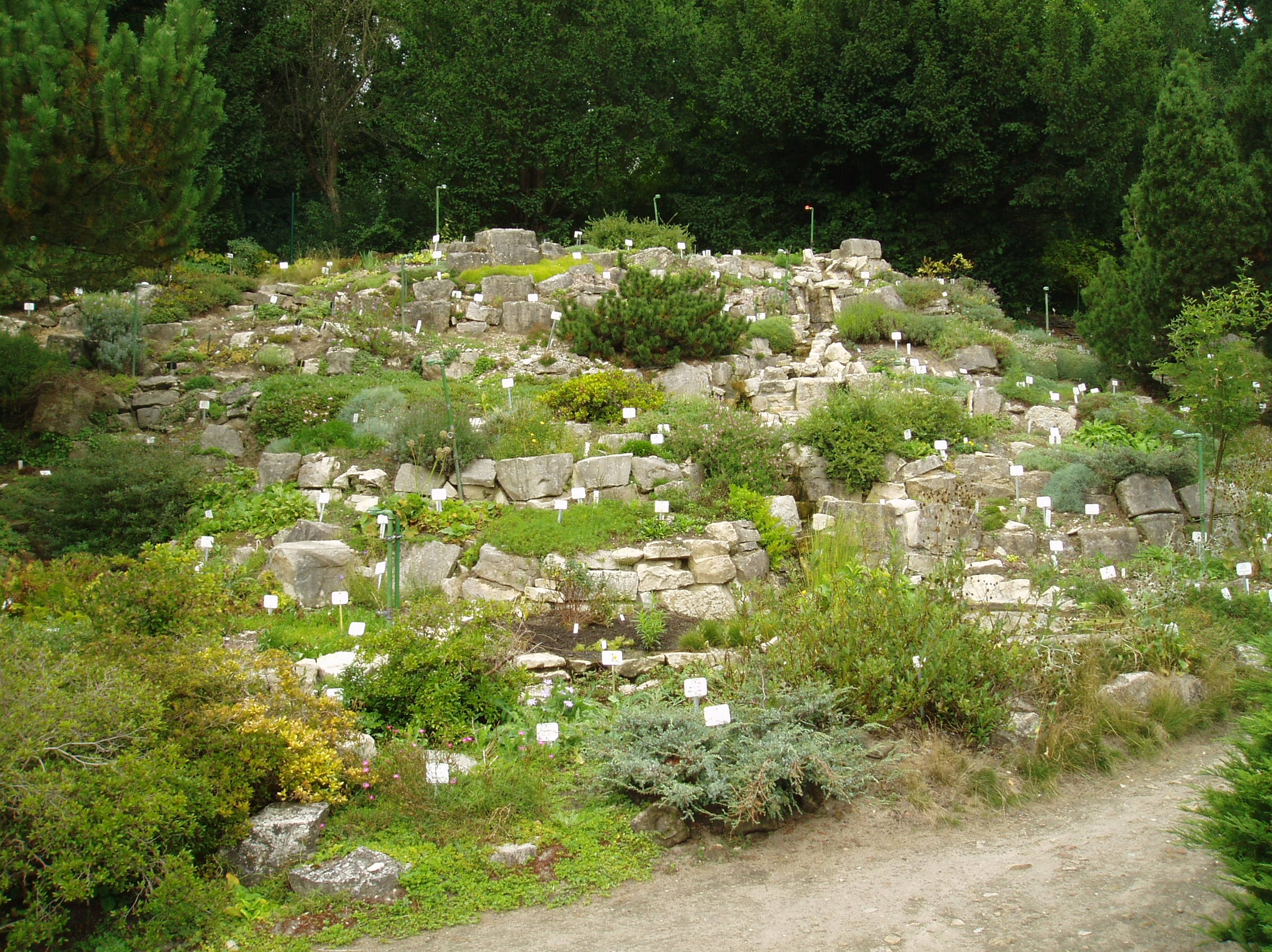
Альпійська гірка

Альпі́йська гі́рка (альпінарій) — ділянка, на якій вирощують рослини, характерні для альпійського і субальпійського поясу, а також рослини-літофіти. Зазвичай у середині альпійської гірки встановлюють великий камінь, що символізує гірську вершину, навколо нього розміщують камені меншого розміру, між ними висаджують рослини. Іноді для альпійських гірок використовують не лише гірські, але й інші рослини, схожі на гірські.

### Способи створення альпійських гірок
Існує два способи створення альпійських гірок — безкаркасний і каркасний. Вибір технології залежить від співвідношення висоти гірки та площі її основи, тобто від крутизни схилів.
Можна виділити кілька характерних способів розташування каменів на гірках: терасами або сходинами, групами з декількох каменів, рівномірний розподіл («макова булочка»), імітація того або іншого типу гірського рельєфу (ущелина, каньйони, хребти, скельні виступи, осипи і т.п .).